# 乔希·霍利
乔希·大衛·霍利（英語：Joshua David Hawley；1979年12月31日—）是美国一名律師出身的共和黨籍政治家。他自2019年1月3日起担任密蘇里州的聯邦參議員，在此之前他曾於2017至2019年担任密蘇里州州檢察長一职。2018年11月，霍利以38岁之龄击败时任美国参议员克蕾兒·麥卡斯基。

## 經歷

### 早年
乔希·霍利于1979年12月31日生于美国阿肯色州斯普林代尔，他出生后不久他的家庭便迁往密苏里州，他在堪萨斯城长大并在那里接受教育。他在2002年时以最高荣誉从斯坦福大学历史系毕业，获得文学士学位。毕业后，他前往英国圣保罗公学任教約一年。随后他前往耶鲁大学法学院继续深造，他于2006年获得法学博士学位。
大学毕业后，霍利正式开始法律生涯，他首先担任美国联邦第十巡回上诉法院法官助理，最后又前往美国最高法院担任美国首席大法官约翰·罗伯茨的助理。在此期间，他认识了同为最高法院法律助理的妻子。
在短暂的法律助理生涯后，霍利在位于美国首都哥伦比亚特区的Hogan Lovells律师事务所担任诉讼律师到2008年。2011年到2015年，他又在贝克特宗教自由基金会工作。霍利最后于2011年搬回到他生长的密苏里州，在密苏里大学法学院以副教授身份任教。

### 密苏里州最高检察长
2016年，霍利宣布参选密苏里州总检察长职位，这是密苏里州数个全州范围选举职位之一。2016年8月2日，霍利在赢得共和党初选。在2016年11月的最终选举中。霍利获得58.5%的选票，大胜民主党人亨斯利的41.5%，成为新一任密苏里州总检察长。
霍利上任伊始，便联合其余共和党执政州对奥巴马总统的患者保护与平价医疗法案（俗称「奥巴马医保」）提起诉讼。霍利指该法案有违宪之虞。
霍利任内发生了时任共和党籍州长埃瑞克·格雷滕斯涉嫌违法的事件。格雷滕斯被指婚外情以及涉嫌勒索被指控。霍利开始称州检察官并无管辖权。但随着密苏里州众议院发布指控报告后，霍利呼吁州长辞职，并开始根据指控开始调查。最终格雷滕斯宣布辞职，霍利宣布接受州长的辞呈。
霍利在州最高检察长任内还参与了对大型科技公司涉嫌干涉选举的调查，其中包括谷歌和Facebook。

### 美国联邦参议员

#### 参选过程
2018年，时任民主党籍密苏里州联邦参议员克莱尔·麦卡斯基尔声望不佳，支持度持续走低，长期位于参议院支持率最低的五名参议员之一。在此情况下，共和党很有机会在本来就红大于蓝的密苏里州夺得一席参议员，因此初选格外激烈，参选人数一度达到11名。霍利也于2017年10月宣布正式参选参议员一职。
霍利宣布参选后，迅速获得参议院多数党领袖米奇·麦康奈尔、总统特朗普等共和党大人物支持，顺利赢得初选。霍利也成为共和党内瞩目的新星，最终霍利成功地在参议员选举中以52%的优势击败麦卡斯基尔，共和党时隔十二年重新完全控制密苏里州的两个参议员席位。

#### 政治主张
霍利于2019年1月3日正式就任美国联邦参议员，他被分配到参议院军事委员会和司法委员会。
霍利被认为是特朗普总统在参议院最主要的支持者之一，他目前80%的投票均与总统保持一致，在包括边境政策等一系列问题上支持特朗普总统。
霍利是香港民主運動的堅定支持者，曾親身到訪香港聲援反送中運動，並在參議院大力推動通過《香港人權與民主法案》。2020年8月10日，為了報復美國財政部宣佈制裁林鄭月娥等11名侵犯人權及損害香港自治的中港官員，中華人民共和國外交部宣佈，對11名支持香港民主運動的美國國會議員及民間人士實施制裁，當中包括乔希·霍利。
2021年冲击美国国会大厦事件中被指煽動示威者衝擊國會，美國出版社西蒙與舒斯特以此為由取消他的新書《科技巨頭的暴政》（The Tyranny of Big Tech）出版。
2021年当参议院表决S.937 - COVID–19 Hate Crimes Act， 谴责疫情期间针对亚裔美国人和太平洋岛居民暴力行为以及仇恨犯罪。霍利投下唯一一张反对票。